# A24 (empresa)
A24, anteriormente como A24 Films, es una empresa cinematográfica estadounidense fundada el 20 de agosto de 2012 por Daniel Katz. 

## Historia
En 2013, A24 Films financió A Glimpse Inside the Mind of Charles Swan III de Roman Coppola. Ese mismo año, acordaron un contrato de asociación y distribución con dos plataformas on-line: Amazon Prime y DirecTV Cinema. No obstante, el crecimiento de la empresa incrementó sustancialmente gracias al lanzamiento de Spring Breakers unos meses después. Este crecimiento se constató en 2015 gracias a películas como Ex Machina, La habitación y The Witch. Un año después, se acotó el nombre de la empresa a A24. Desde entonces, A24 se ha consolidado como una de las mayores productoras a nivel internacional siendo, actualmente, una de las mayores referencias de cine independiente de la industria.
El crecimiento fue exponencial y vertiginoso. Pues en los años posteriores se presentaron propuestas que, por regla general, convencieron a un gran sector de la crítica, como son: A Ghost Story (David Lowery), Moonlight (Barry Jenkins), The Florida Project (Sean Baker), The Killing of a Sacred Deer (Yorgos Lanthimos) o Lady Bird (Greta Gerwig), entre otros.

## Premios
En 2016, varias películas producidas por A24 fueron galardonadas con premios de la Academia: Brie Larson por su interpretación en La habitación, Mejores Efectos Visuales para Ex Machina y Mejor Película Documental para Amy.
En 2017, su película Moonlight (Barry Jenkins) ganó el Oscar a Mejor Película. Fue el primer premio de dicha sección ganado por la productora. Además, se sumaron al Oscar los premios al Mejor Guion Adaptado y al Mejor Actor de reparto (Mahershala Ali).
En la 95.ª edición de los Premios Óscar, A24 fue el estudio con el mayor número de nominaciones, con 18 entre seis de sus películas: Everything Everywhere All at Once (11 nominaciones, la película más nominada de la ceremonia de ese año), La ballena (3 nominaciones) y Aftersun, Causeway, Close y Marcel the Shell with Shoes On (cada una con 1 nominación). El estudio finalmente se convertiría en el más premiado de la ceremonia de ese año con nueve en total, además de arrasar con siete de los principales premios (incluidas las cuatro categorías de actuación); Everything Everywhere All at Once ganó siete: mejor película, mejor director (Daniel Kwan y Daniel Scheinert), mejor actriz (Michelle Yeoh), mejor actor de reparto (Ke Huy Quan), mejor actriz de reparto (Jamie Lee Curtis), mejor guion original (Daniel Kwan y Daniel Scheinert), y mejor montaje (Paul Rogers), mientras que La ballena ganó dos: mejor actor (Brendan Fraser) y mejor maquillaje y peluquería (Adrien Morot, Judy Chin y Anne Marie Bradley).
Willem Dafoe fue nominado en la categoría de Mejor Actor de Reparto en los BAFTA, Globos de Oro o Satellite Awards, entre otros, por su interpretación en The Florida Project, la cual también estuvo nominada en las categoría de Mejor Película Internacional Independiente, por los BIFA y dentro de la lista de las 10 Mejores Películas del Año según AFI. Por su parte, A Ghost Story ganó el premio a Mejor Fotografía (Andrew Droz Palermo) en el Festival de Sitges. Por otro lado, la actriz estadounidense Saoirse Ronan fue nominada como Mejor Actriz en 5 ceremonias diferentes, incluyendo los Globos de Oro y la NBR por su papel en Lady Bird. The Killing of Sacred Deer fue nominada al mejor guion (Yorgos Lanthimos y Efthymis Filippou) por los Premios Independent Spirit y por el Festival de Cannes.

## Filmografía
| Año  | Título                                        | Director                            | Fecha de estreno        | Recaudación (USD) | Recaudación (USD) | ref.   |
| Año  | Título                                        | Director                            | Fecha de estreno        | mundial           | interna           | ref.   |
| ---- | --------------------------------------------- | ----------------------------------- | ----------------------- | ----------------- | ----------------- | ------ |
| 2013 | A Glimpse Inside the Mind of Charles Swan III | Roman Coppola                       | 8 de febrero            | $ 210.565         |                   |        |
| 2013 | Ginger & Rosa                                 | Sally Potter                        | 15 de marzo             | $ 1.674.776       |                   |        |
| 2013 | Spring Breakers                               | Harmony Korine                      | 15 de marzo             | $ 32.170.399      |                   |        |
| 2013 | The Bling Ring                                | Sofia Coppola                       | 14 de junio             | $ 20.045.576      |                   |        |
| 2013 | The Spectacular Now                           | James Ponsoldt                      | 2 de agosto             | $ 6.918.591       |                   |        |
| 2014 | Enemy                                         | Denis Villeneuve                    | 14 de marzo             | $ 3.468.224       |                   |        |
| 2014 | Under the Skin                                | Jonathan Glazer                     | 4 de abril              | $ 5.968.016       |                   |        |
| 2014 | Locke                                         | Steven Knight                       | 15 de abril             | $ 5.090.608       |                   |        |
| 2014 | Obvious Child                                 | Gillian Robespierre                 | 6 de junio              | $ 3.325.417       |                   |        |
| 2014 | The Rover                                     | David Michôd                        | 13 de junio             | $ 2.510.007       |                   |        |
| 2014 | Life After Beth                               | Jeff Baena                          | 15 de agosto            | $ 274.717         |                   |        |
| 2014 | The Captive                                   | Atom Egoyan                         | 15 de septiembre        | $ 2.096,212       |                   |        |
| 2014 | Tusk                                          | Kevin Smith                         | 19 de septiembre        | $ 1,882,074       |                   |        |
| 2014 | Son of a Gun                                  | Julius Avery                        | 16 de octubre           | $ 660,241         |                   |        |
| 2014 | Laggies                                       | Lynn Shelton                        | 24 de octubre           | $ 2,379,154       |                   |        |
| 2014 | Revenge of the Green Dragons                  | Andrew Lau y Andrew Loo             | 24 de octubre           | $ 107,412         |                   |        |
| 2014 | A Most Violent Year                           | J.C. Chandor                        | 31 de diciembre         | $ 12,007,070      |                   |        |
| 2015 | While We're Young                             | Noah Baumbach                       | 27 de marzo             | $ 18,117,839      |                   |        |
| 2015 | Cut Bank                                      | Matt Shakman                        | 3 de abril              | $ 288,591         |                   |        |
| 2015 | Ex Machina                                    | Alex Garland                        | 10 de abril             | $ 37,394,629      |                   |        |
| 2015 | Barely Lethal                                 | Kyle Newman                         | 30 de abril             | $ 933,847         |                   |        |
| 2015 | Slow West                                     | John Maclean                        | 20 de mayo              | $ 1,295,574       |                   |        |
| 2015 | Amy                                           | Asif Kapadia                        | 3 de julio              | $ 23,706,386      |                   |        |
| 2015 | The End of the Tour                           | James Ponsoldt                      | 31 de julio             | $ 3,072,991       |                   |        |
| 2015 | Dark Places                                   | Gilles Paquet-Brenner               | 7 de agosto             | $ 5,090,852       |                   |        |
| 2015 | Mississippi Grind                             | Anna Boden y Ryan Fleck             | 25 de septiembre        | $ 422,746         |                   |        |
| 2015 | La habitación                                 | Lenny Abrahamson                    | 16 de octubre           | $ 35,401,758      |                   |        |
| 2016 | Mojave                                        | William Monahan                     | 22 de enero             | $ 8,602           |                   |        |
| 2016 | The Witch                                     | Robert Eggers                       | 19 de febrero           | $ 40,423,945      |                   |        |
| 2016 | Remember                                      | Atom Egoyan                         | 11 de marzo             | $ 4,235,959       |                   |        |
| 2016 | Krisha                                        | Trey Edward Shults                  | 18 de marzo             | $ 144,822         |                   |        |
| 2016 | Green Room                                    | Jeremy Saulnier                     | 15 de abril             | $ 3,767,402       |                   |        |
| 2016 | The Adderall Diaries                          | Pamela Romanowsky                   | 15 de abril             | $ 15,364          |                   |        |
| 2016 | The Lobster                                   | Yorgos Lanthimos                    | 13 de mayo              | $ 17,428,764      |                   |        |
| 2016 | De Palma                                      | Noah Baumbach y Jake Paltrow        | 10 de junio             | $ 168,045         |                   |        |
| 2016 | Swiss Army Man                                | Daniels                             | 24 de junio             | $ 4,935,501       |                   |        |
| 2016 | Equals                                        | Drake Doremus                       | 15 de julio             | $ 2,084,628       |                   |        |
| 2016 | Into the Forest                               | Patricia Rozema                     | 29 de julio             | $ 92,166          |                   |        |
| 2016 | Morris from America                           | Chad Hartigan                       | 19 de agosto            | $ 91,151          |                   |        |
| 2016 | The Sea of Trees                              | Gus Van Sant                        | 26 de agosto            | $ 906,995         |                   |        |
| 2016 | American Honey                                | Andrea Arnold                       | 30 de septiembre        | $ 2,888,927       |                   |        |
| 2016 | Moonlight                                     | Barry Jenkins                       | 21 de octubre           | $ 65,172,611      |                   |        |
| 2016 | Oasis: Supersonic                             | Mat Whitecross                      | 26 de octubre           | $ 1,478,119       |                   |        |
| 2016 | The Monster                                   | Bryan Bertino                       | 11 de noviembre         | $ 74,700          |                   |        |
| 2016 | 20th Century Women                            | Mike Mills                          | 28 de diciembre         | $ 7,214,806       |                   |        |
| 2017 | Trespass Against Us                           | Adam Smith                          | 20 de enero             | $ 517,197         |                   |        |
| 2017 | The Blackcoat's Daughter                      | Oz Perkins                          | 31 de marzo             | $ 38,348          |                   |        |
| 2017 | Free Fire                                     | Ben Wheatley                        | 21 de abril             | $ 3,719,383       |                   |        |
| 2017 | The Lovers                                    | Azazel Jacobs                       | 5 de mayo               | $ 2,216,083       |                   |        |
| 2017 | The Exception                                 | David Leveaux                       | 2 de junio              | $ 872,805         |                   |        |
| 2017 | It Comes at Night                             | Trey Edward Shults                  | 9 de junio              | $ 19,735,344      |                   |        |
| 2017 | A Ghost Story                                 | David Lowery                        | 7 de julio              | $ 1,951,683       |                   |        |
| 2017 | Menashe                                       | Joshua Z. Weinstein                 | 28 de julio             | $ 1,962,265       |                   |        |
| 2017 | Good Time                                     | Hermanos Safdie                     | 11 de agosto            | $ 3,283,369       |                   |        |
| 2017 | Woodshock                                     | Kate y Laura Mulleavy               | 22 de septiembre        | $ 43,682          |                   |        |
| 2017 | The Florida Project                           | Sean Baker                          | 6 de octubre            | $ 10,954,677      |                   |        |
| 2017 | The Killing of a Sacred Deer                  | Yorgos Lanthimos                    | 20 de octubre           | $ 6,938,106       |                   |        |
| 2017 | Lady Bird                                     | Greta Gerwig                        | 3 de noviembre          | $ 78,986,478      |                   |        |
| 2017 | The Disaster Artist                           | James Franco                        | 1 de diciembre          | $ 29,820,616      |                   |        |
| 2017 | The Ballad of Lefty Brown                     | Jared Moshe                         | 15 de diciembre         | $ 7,856           |                   |        |
| 2018 | The Vanishing of Sidney Hall                  | Shawn Christensen                   | 2 de marzo              |                   |                   |        |
| 2018 | The Last Movie Star                           | Adam Rifkin                         | 30 de marzo             | $ 14,410          |                   |        |
| 2018 | Lean on Pete                                  | Andrew Haigh                        | 6 de abril              | $ 2,443,584       |                   |        |
| 2018 | Backstabbing for Beginners                    | Per Fly                             | 27 de abril             | $ 367,000         |                   |        |
| 2018 | First Reformed                                | Paul Schrader                       | 18 de mayo              | $ 3,862,498       |                   |        |
| 2018 | How to Talk to Girls at Parties               | John Cameron Mitchell               | 25 de mayo              | $ 385,733         |                   |        |
| 2018 | Hereditary                                    | Ari Aster                           | 8 de junio              | $ 82,850,596      |                   |        |
| 2018 | Under the Silver Lake                         | David Robert Mitchell               | 22 de junio             | $ 2,053,469       |                   |        |
| 2018 | Woman Walks Ahead                             | Susanna White                       | 29 de junio             | $ 80,912          |                   |        |
| 2018 | Eighth Grade                                  | Bo Burnham                          | 13 de julio             | $ 14,347,433      |                   |        |
| 2018 | Hot Summer Nights                             | Elijah Bynum                        | 27 de julio             | $ 246,133         |                   |        |
| 2018 | A Prayer Before Dawn                          | Jean-Stéphane Sauvaire              | 10 de agosto            | $ 958,883         |                   |        |
| 2018 | The Children Act                              | Richard Eyre                        | 14 de septiembre        | $ 17,696,794      |                   |        |
| 2018 | Never Goin' Back                              | Augustine Frizzell                  | 3 de agosto             | $ 61,271          |                   |        |
| 2018 | Slice                                         | Austin Vesely                       | 10 de septiembre        |                   |                   |        |
| 2018 | Mid90s                                        | Jonah Hill                          | 19 de octubre           | $ 9,303,022       |                   |        |
| 2019 | 1%                                            | Stephen McCallum                    |                         |                   |                   |        |
| 2019 | Climax                                        | Gaspar Noé                          | 1 de marzo              | $ 1,696,269       |                   |        |
| 2019 | The Hole in the Ground                        | Lee Cronin                          | 1 de marzo              | $ 3,373,474       |                   |        |
| 2019 | Gloria Bell                                   | Sebastián Lelio                     | 8 de marzo              | $ 11,145,006      |                   |        |
| 2019 | High Life                                     | Claire Denis                        | 5 de abril              | $ 2,133,033       |                   |        |
| 2019 | Native Son                                    | Rashid Johnson                      | 6 de abril              |                   |                   |        |
| 2019 | The Souvenir                                  | Joanna Hogg                         | 17 de mayo              | $ 1,777,486       |                   |        |
| 2019 | The Last Black Man in San Francisco           | Joe Talbot                          | 7 de junio              | $ 4.6 millones    |                   |        |
| 2019 | Midsommar                                     | Ari Aster                           | 3 de julio              | $ 48,059,189      |                   |        |
| 2019 | The Farewell                                  | Lulu Wang                           | 12 de julio             | $ 23,076,657      |                   |        |
| 2019 | Share                                         | Pippa Bianco                        | 27 de julio             |                   |                   |        |
| 2019 | The Lighthouse                                | Robert Eggers                       | 18 de octubre           | $ 18,129,854      |                   |        |
| 2019 | The Kill Team                                 | Dan Krauss                          | 25 de octubre           | $ 415,772         |                   |        |
| 2019 | Waves                                         | Trey Edward Shults                  | 15 de noviembre         | $ 2,576,990       |                   |        |
| 2019 | In Fabric                                     | Peter Strickland                    | 6 de diciembre          |                   |                   |        |
| 2019 | Uncut Gems                                    | Hermanos Safdie                     | 25 de diciembre         | $ 50,023,780      |                   |        |
| 2020 | First Cow                                     | Kelly Reichardt                     | 6 de marzo              | $ 1,386,609       |                   |        |
| 2020 | Boys State                                    | Jesse Moss y Amanda McBaine         | 14 de agosto            |                   |                   |        |
| 2020 | On the Rocks                                  | Sofia Coppola                       | 2 de octubre            | $ 992,103         |                   |        |
| 2020 | Minari                                        | Lee Isaac Chung                     | 11 de diciembre         | $ 15,282,731      |                   |        |
| 2021 | Saint Maud                                    | Rose Glass                          | 29 de enero             | $ 1,383,868       |                   |        |
| 2021 | False Positive                                | John Lee                            | 25 de junio             |                   |                   |        |
| 2021 | Zola                                          | Janicza Bravo                       | 30 de junio             | $ 4,998,097       |                   |        |
| 2021 | Val                                           | Leo Scott y Ting Poo                | 27 de julio             |                   |                   |        |
| 2021 | The Green Knight                              | David Lowery                        | 30 de julio             | $ 18,887,953      |                   |        |
| 2021 | Lamb                                          | Valdimar Jóhannsson                 | 8 de octubre            | $ 3,189,087       |                   |        |
| 2021 | The Souvenir Part II                          | Joanna Hogg                         | 29 de octubre           | $ 380,778         |                   |        |
| 2021 | C'mon C'mon                                   | Mike Mills                          | 19 de noviembre         | $ 4,499,395       |                   |        |
| 2021 | The Humans                                    | Stephen Karam                       | 24 de noviembre         | $ 47,029          |                   |        |
| 2021 | Red Rocket                                    | Sean Baker                          | 10 de diciembre         | $ 2,315,997       |                   |        |
| 2021 | The Tragedy of Macbeth                        | Joel Coen                           | 25 de diciembre         | $ 524,771         |                   |        |
| 2022 | The Sky Is Everywhere                         | Josephine Decker                    | 11 de febrero           |                   |                   |        |
| 2022 | After Yang                                    | Kogonada                            | 4 de marzo              | $ 729,254         |                   |        |
| 2022 | X                                             | Ti West                             | 18 de marzo             | $ 14,740,889      |                   |        |
| 2022 | Everything Everywhere All at Once             | Daniels                             | 25 de marzo             | $141,129,020      |                   |        |
| 2022 | Men                                           | Alex Garland                        | 20 de mayo              | $ 11,152,071      |                   |        |
| 2022 | Marcel the Shell with Shoes On                | Dean Fleischer Camp                 | 24 de junio             | $ 6,909,209       |                   |        |
| 2022 | Bodies Bodies Bodies                          | Halina Reijn                        | 5 de agosto             | $ 13,929,670      |                   |        |
| 2022 | Funny Pages                                   | Owen Kline                          | 26 de agosto            |                   |                   |        |
| 2022 | Pearl                                         | Ti West                             | 16 de septiembre        | $ 9,747,742       |                   |        |
| 2022 | Instinct                                      | Halina Reijn                        | 22 de septiembre        |                   |                   |        |
| 2022 | God's Creatures                               | Saela Davis y Anna Rose Holmer      | 30 de septiembre        | $ 275,107         |                   |        |
| 2022 | Stars at Noon                                 | Claire Denis                        | 14 de octubre           | $ 225,509         |                   |        |
| 2022 | Aftersun                                      | Charlotte Wells                     | 21 de octubre           | $ 8,345,462       |                   |        |
| 2022 | Causeway                                      | Lila Neugebauer                     | 28 de octubre           |                   |                   |        |
| 2022 | The Inspection                                | Elegance Bratton                    | 18 de noviembre         | $ 546,906         |                   |        |
| 2022 | Ruido de fondo                                | Noah Baumbach                       | 25 de noviembre         | $ 71,728          |                   |        |
| 2022 | The Eternal Daughter                          | Joanna Hogg                         | 2 de diciembre          | $ 446,551         |                   |        |
| 2022 | La ballena                                    | Darren Aronofsky                    | 9 de diciembre          | $ 54,883,206      |                   |        |
| 2022 | This Place Rules                              | Andrew Callaghan                    | 30 de diciembre         |                   |                   |        |
| 2023 | When You Finish Saving the World              | Jesse Eisenberg                     | 20 de enero             | $ 196,920         |                   |        |
| 2023 | Close                                         | Lukas Dhont                         | 23 de enero             | $ 5,213,591       |                   |        |
| 2023 | Beau tiene miedo                              | Ari Aster                           | 14 de abril             | $ 11,480,078      |                   |        |
| 2023 | Past Lives                                    | Celine Song                         | 2 de junio              | $ 14,966,482      |                   |        |
| 2023 | Háblame                                       | Danny Philippou y Michael Philippou | 28 de julio             | $ 68,067,898      |                   |        |
| 2023 | Priscilla                                     | Sofia Coppola                       | 3 de noviembre          | $ 31,628,815      |                   |        |
| 2023 | Dream Scenario                                | Kristoffer Borgli                   | 10 de noviembre         | $ 8,766,648       |                   |        |
| 2023 | The Zone of Interest                          | Jonathan Glazer                     | 15 de diciembre         | $ 51,824,116      |                   |        |
| 2024 | Love Lies Bleeding                            | Rose Glass                          | 8 de marzo              |                   |                   |        |
| 2024 | Civil War                                     | Alex Garland                        | 26 de abril             | $ 50,000,000      |                   |        |
| 2024 | MaXXXine                                      | Ti West                             | 5 de julio              | $ 20,339,041      |                   |        |
| 2024 | Problemista                                   | Julio Torres                        | 1 de marzo              | $ 2,503,154       |                   |        |
| 2024 | Tuesday                                       | Daina O. Pusić                      | –                       |                   |                   |        |
| 2024 | Janet Planet                                  | Annie Baker                         | –                       |                   |                   |        |
| 2024 | A Different Man                               | Aaron Schimberg                     | –                       |                   |                   |        |
| 2024 | I Saw the TV Glow                             | Jane Schoenbrun                     | –                       |                   |                   |        |
| 2024 | We Live in Time                               | John Crowley                        | 11 de octubre de 2024   | $57 147 775       | $24 692 924       | [ 10 ] |
| 2024 | The Brutalist                                 | Brady Corbet                        | 20 de diciembre de 2024 | $41 461 248       | $15 789 248       | [ 11 ] |